# We Found Heaven Right Here on Earth at "4033"
We Found Heaven Right Here on Earth at "4033" è un album in studio del cantante statunitense George Jones, pubblicato nel 1966.

## Tracce
1. Four-O-Thirty Three (Earl Montgomery)
2. From Here to the Door (Don Chapel)
3. Back Into My Baby's Arms Again
4. Ain't Nothin' Shakin' (But the Leaves)
5. In Person
6. Developing My Picture (Earl Montgomery)
7. Please Don't Let That Woman Get Me
8. Walk Through This World with Me (Kay Savage, Sandra Seamons)
9. Your Steppin' Stone
10. Don't Keep Me Lonely Too Long (Melba Montgomery)